# Enyo ocypete
Enyo ocypete là một loài bướm đêm thuộc họ Sphingidae. Loài này có ở miền nam Hoa Kỳ, through Trung Mỹ to Venezuela, Brasil, Peru, Bolivia, Paraguay và miền bắc Argentina.
Sải cánh dài 60 mm. Con trưởng thành bay quanh năm in the tropics, miền nam Florida và Louisiana. They are on wing từ tháng 8 đến tháng 11 in phần phía bắc của the range.
Ấu trùng có thể ăn Vitus tiliifolia và other Vitaceae và Dilleniaceae, như Vitis, Cissus rhombifolia và Ampelopsis, Tetracera volubilis, Curatella americana, Tetracera hydrophila và Doliocarpus multiflorus. Ludwigia của họ Onagraceae cũng có thể là cây chủ.

## Hình ảnh

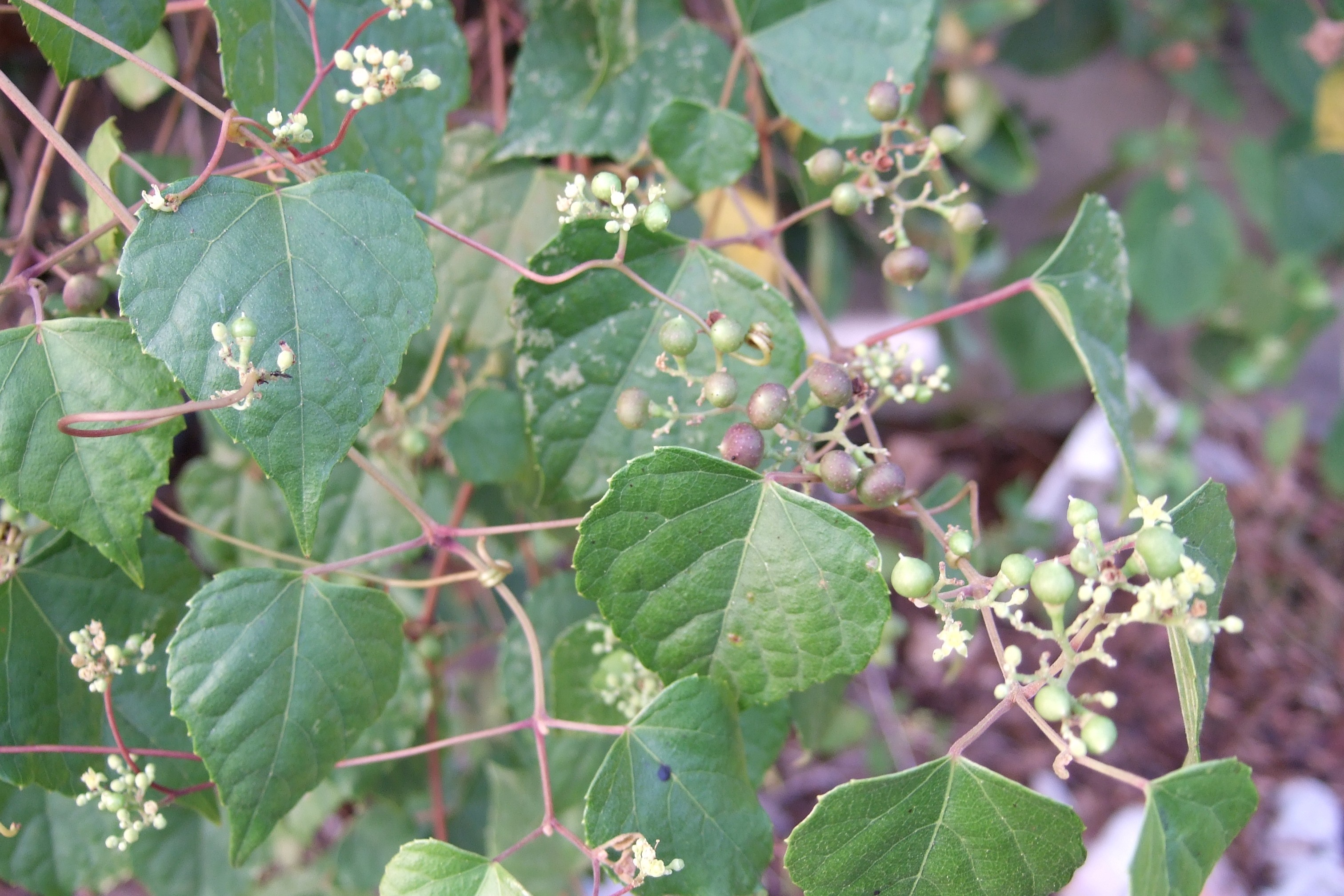
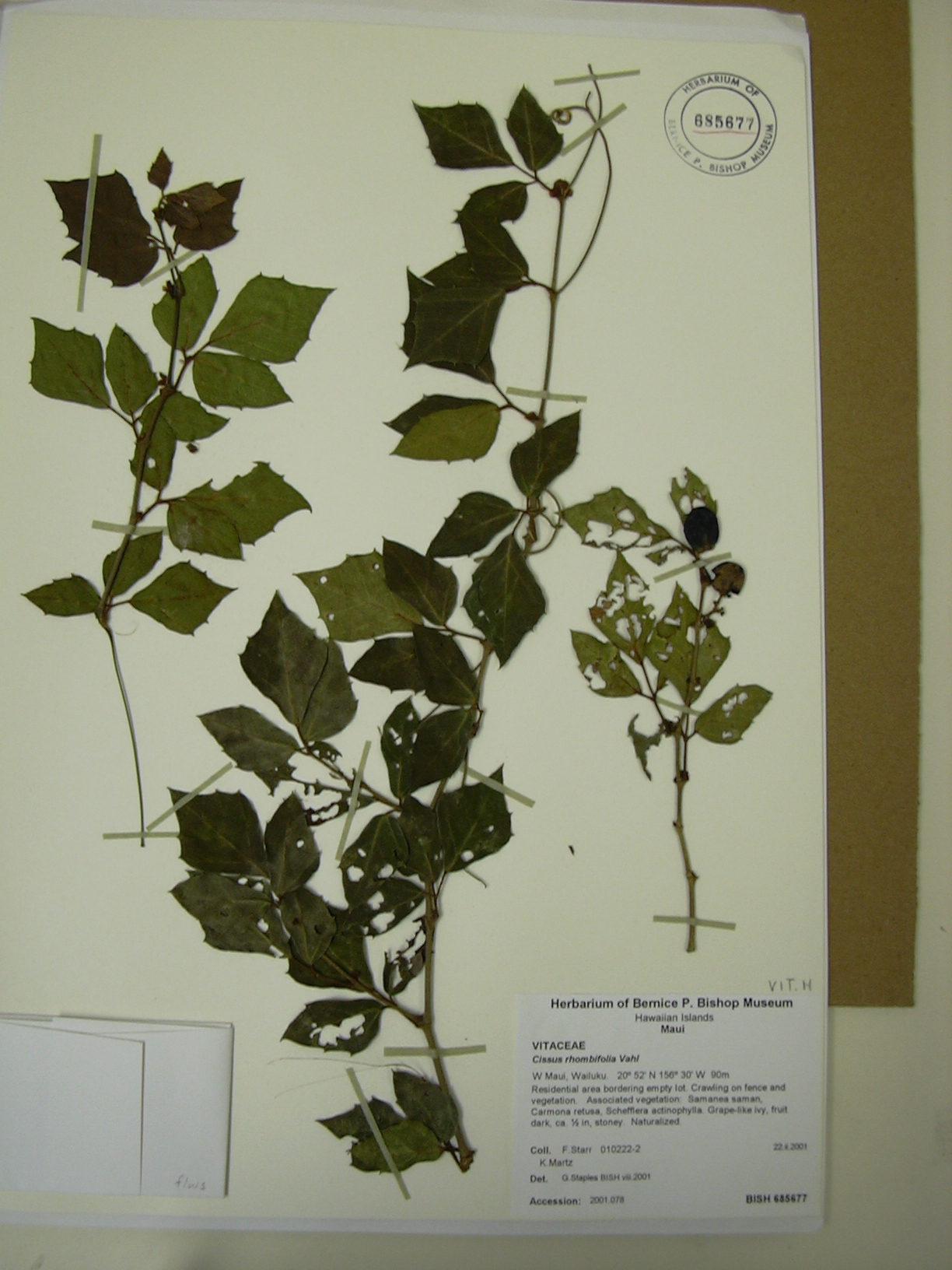
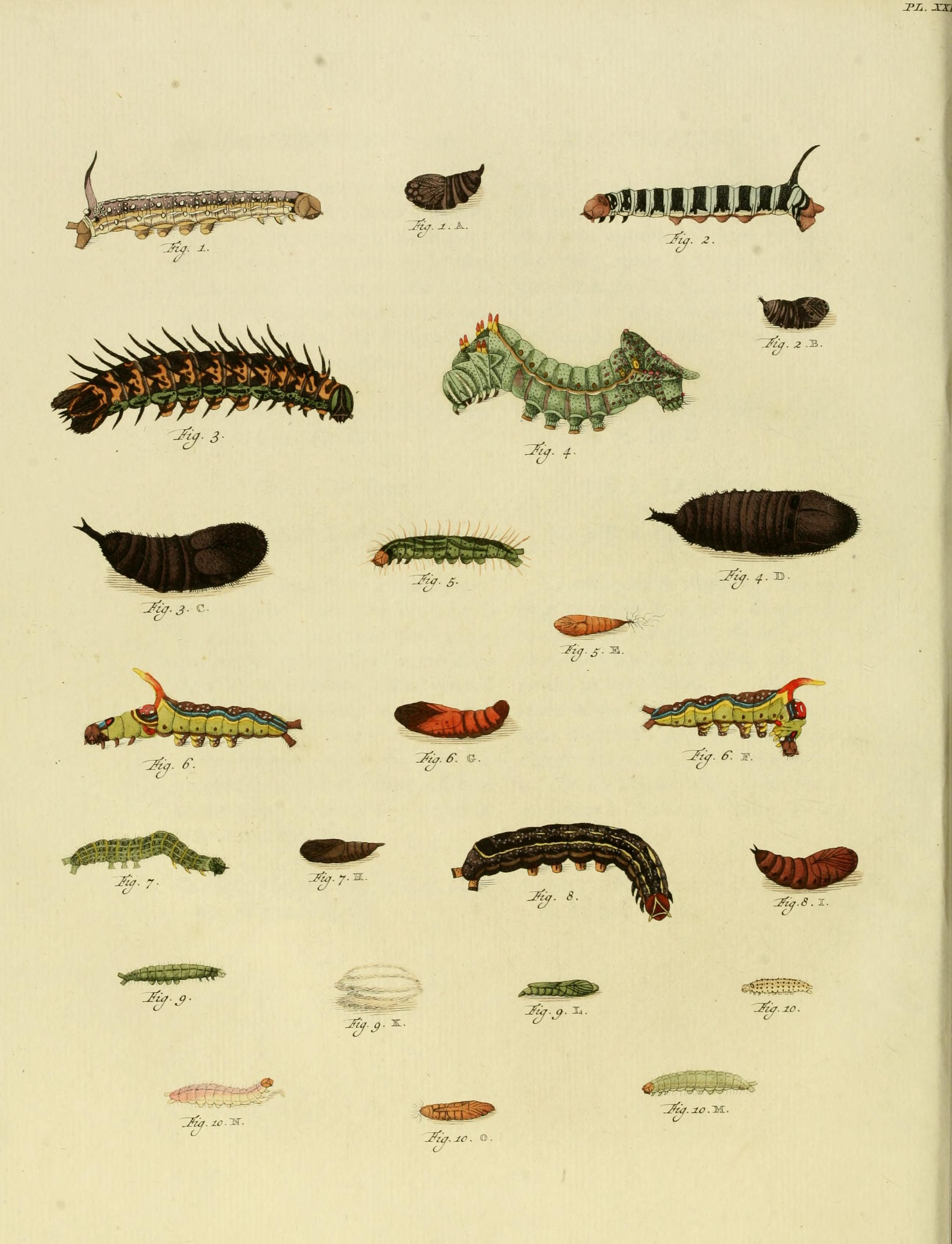